# Paolo Coloni Racing
Paolo Coloni Racing ist ein ehemaliges italienisches Motorsport-Team aus der umbrischen Gemeinde Passignano sul Trasimeno bei Perugia, das 1982 von Enzo Coloni unter dem Namen Enzo Coloni Racing Car Systems gegründet wurde. In späteren Jahren firmierte es unter der Bezeichnung Coloni Motorsport, zeitweise auch als Scuderia Coloni. Zuletzt wurde es von Paolo Coloni, dem Sohn des Gründers, geführt. Das Team war seit 1983 in diversen Klassen des Motorsports engagiert, darunter der Formel 3, der Formel 3000, der GP2-Serie und vorübergehend auch der Formel 1. Von 2006 bis 2009 ging das Team in der GP2-Serie mit Unterstützung des damaligen Formel-1-Piloten Giancarlo Fisichella unter dem Namen Fisichella Motor Sport International an den Start. Seit 2016 gibt es keine regelmäßigen Rennaktivitäten der Scuderia Coloni mehr. Von 2006 bis 2016 organisierte Coloni die Auto-GP-Serie. 

## Geschichte

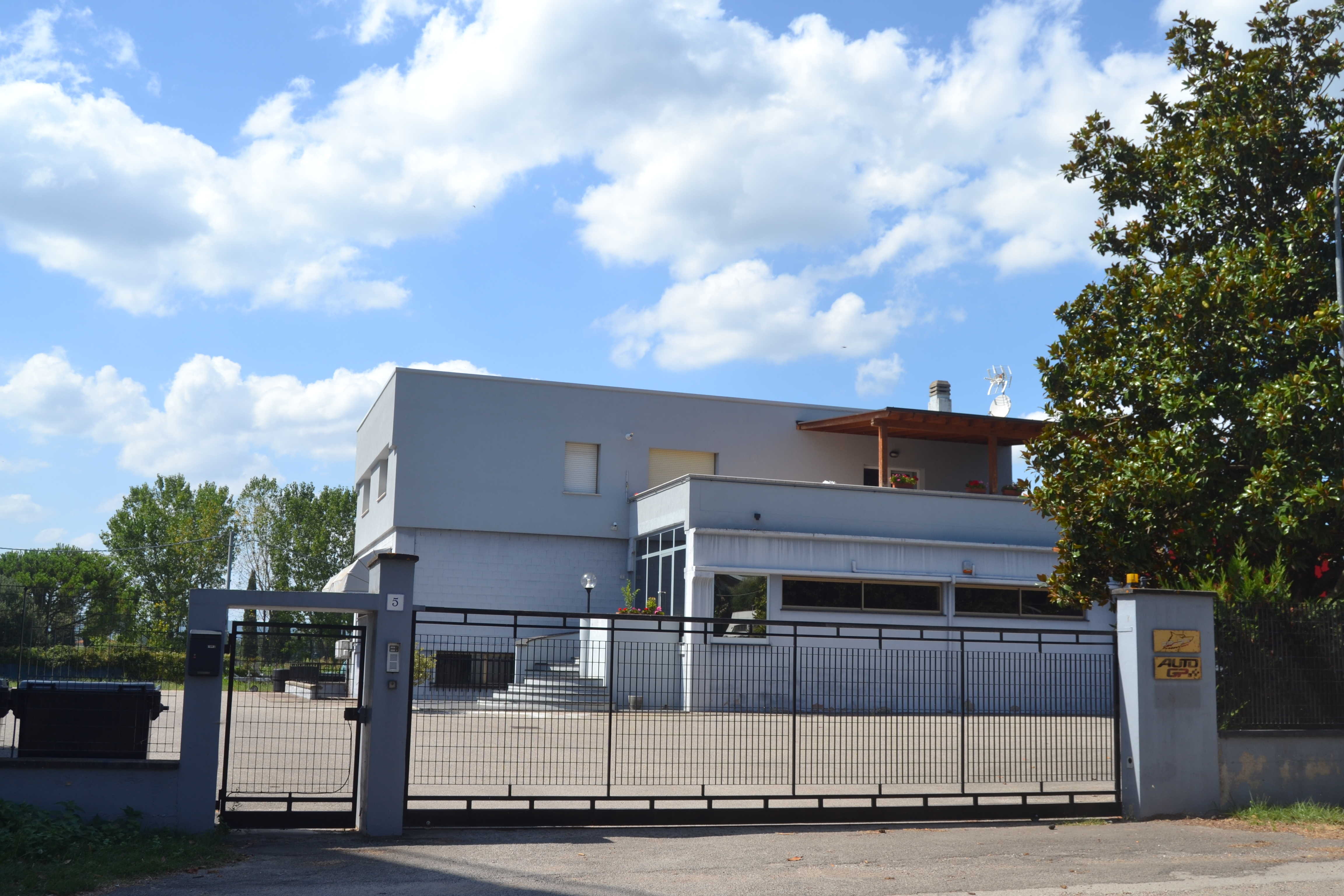
Unternehmenssitz in Passignano sul Trasimeno (2016)

Gründer des Rennstalls war der 1946 geborene Enzo Coloni, der ab 1973 zehn Jahre lang als Rennfahrer in kleineren Motorsportklassen aktiv war. 1976 begann Enzo Coloni, Rennen in der italienischen Formel-3-Serie zu fahren. 1981 gewann er seine ersten Formel-3-Rennen in einem March 813 und beendete die Saison als Vierter, und 1982, im Alter von 36 Jahren, gewann er die italienische Formel-3-Meisterschaft. In höheren Motorsportklassen engagierte sich Coloni als Fahrer nur selten; lediglich 1980 und 1983 bestritt er jeweils ein Rennen in der Formel-2-Europameisterschaft. Die dort erzielten Ergebnisse reichte aber nicht aus, um ab 1983 selbst in der Formel 2 Fuß zu fassen. Daher entschloss er sich, künftig ein eigenes Team für den Rennsport aufzubauen und seine Erfahrungen im Team-Management einzusetzen.
Die Aktivitäten des Teams verteilten sich wie folgt:
- 1983 bis 1987, 1991 bis 1996 und 2003 bis 2005: italienische Formel 3, daneben zeitweise europäische Formel 3.
- 1986 und 1997 bis 2004: Formel 3000
- 1987 bis 1991: Formel 1
- 2005 bis 2012: GP2-Serie.

## Die Formel 1

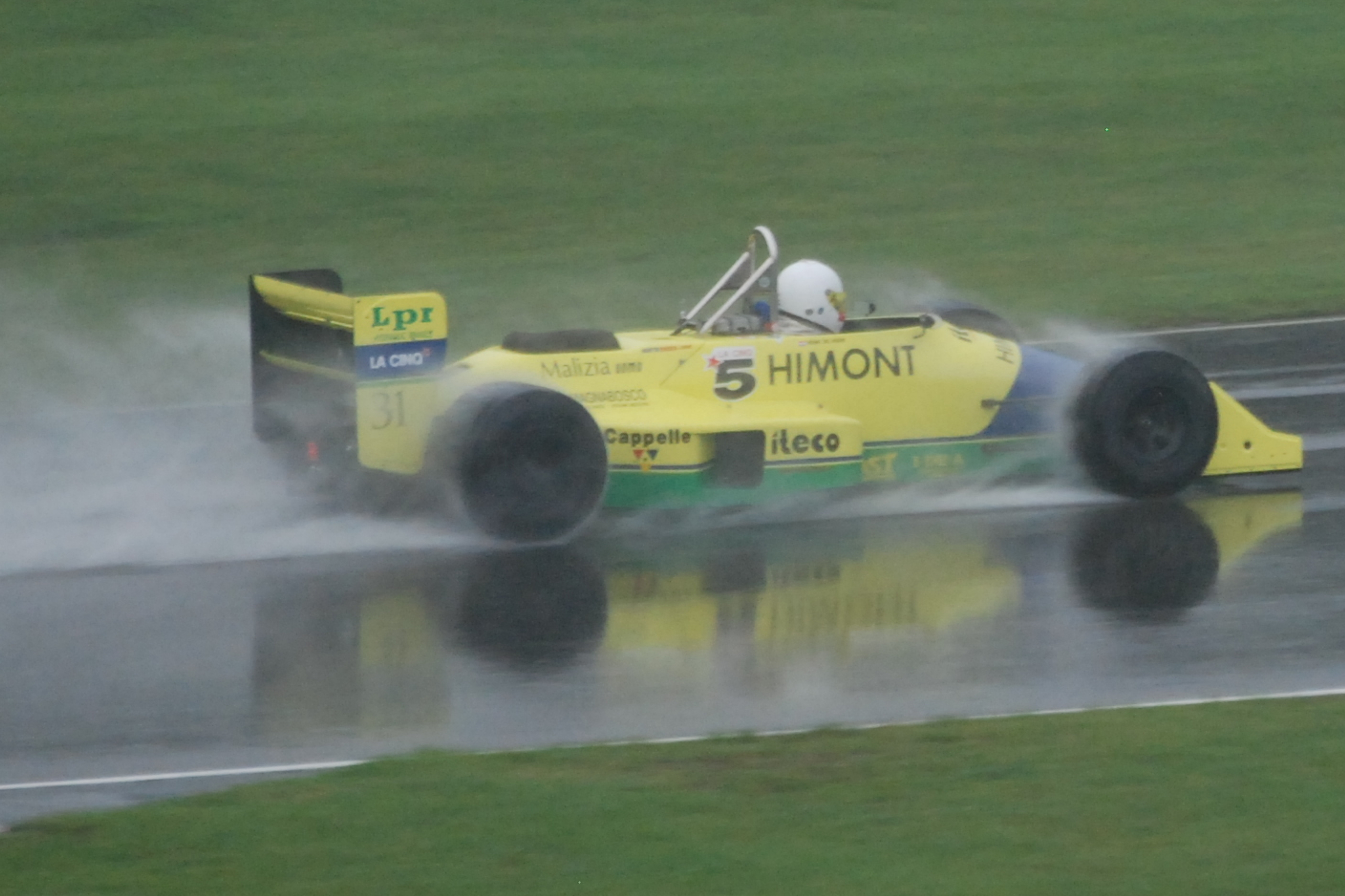
Ein Coloni 188B in seiner 1989 verwendeten Form

International bekannt wurde Coloni vor allem durch sein Formel-1-Engagement in den Jahren 1987 bis 1991. Das Team war nach wenigen Jahren in der Formel 3 und einem einzigen Jahr in der Formel 3000 sehr schnell in den Grand-Prix-Sport aufgestiegen, wo es jedoch an seine finanziellen und logistischen Grenzen stoßen sollte. Die sportlichen Erfolge, die Enzo Coloni in kleineren Klassen hatte verzeichnen können, sollten hier unerreichbar bleiben. Tatsächlich waren die Ergebnisse ernüchternd. Zwischen Herbst 1987 und Herbst 1991 trat Coloni zu 82 Rennen an. In dieser Zeit konnte sich das Team nur zu 14 Rennen qualifizieren, und insgesamt gab es lediglich fünf Zielankünfte, die allesamt im Jahr 1988 zu verzeichnen waren. Die letzte Rennteilnahme fand im Herbst 1989 in Portugal statt; in den folgenden zwei Jahren sollte Coloni kein einziges Mal die Qualifikation zu einem Rennen schaffen. Mit dieser Statistik fügt sich Coloni in die Reihe der erfolglosesten Teams der Formel-1-Geschichte ein.
Wesentliche Ursache dafür war ein permanenter eklatanter Geldmangel. Als kleines italienisches Team war es schwierig bis unmöglich, internationale Sponsoren zu finden. Andererseits fuhren in den späten 1980er Jahren mit Ferrari, BMS/Dallara, Coloni, EuroBrun Racing, Minardi und Osella nicht weniger als sechs italienische Teams in der Formel 1, die sich allesamt um nationale Sponsoren bemühten. Coloni war in dieser Zeit das kleinste Team mit der schwächsten Infrastruktur. Es fehlte bald an Material und Personal; immer wieder gab es Phasen, in denen das Team nur noch aus einem halben Dutzend Mitarbeitern bestand – ein Bruchteil der in einem Topteam beschäftigten Personen. Immer wieder musste improvisiert werden; technische Lösungen ließen sich nicht mehr entwickeln oder gar umsetzen. Enzo Coloni erklärte später, dass seine Jahre in der Formel 1 die einzige Zeit gewesen sei, in dem ihm finanziell das Wasser bis zum Hals gestanden habe.

## Die italienische Formel 3
Während die Formel 1 ein ambitioniertes Projekt des Teamgründers war und kurzfristig für internationale Bekanntheit des Rennstalls sorgte, war die Formel 3 – vor allem die italienische Rennserie – über Jahrzehnte ein wesentliches Standbein von Coloni. Hier war Coloni eine feste Größe, die immer wieder für Erfolge gut war. Enzo Coloni pflegte seine Beziehungen zu dieser Rennserie, die ihm persönlich sehr viel bedeutete. Auch wenn Coloni zeitweilig in höheren Rennklassen antrat, wurde die Formel 3 zumeist parallel bedient, und zwar auch dann, wenn andere Operationen unter erheblichem Geldmangel litten und die Existenz des Unternehmens in Gefahr war. Das galt beispielsweise für das Jahr 1991, in dem Colonis Formel-1-Projekt auf ausgesprochen wackeligen Beinen stand. Nach dem Zusammenbruch des Formel-1-Teams Ende 1991 war die Formel 3 ein nahezu selbstverständliches Rückzugsrevier für das Unternehmen und ermöglichte es Enzo Coloni und seinem Sohn Paolo, sich im Motorsport wieder zu etablieren.

### 1983
In seiner ersten Saison trat das junge Team allein in der italienischen Formel 3 an. Bereits 1983 dominierte Colonis Fahrer Ivan Capelli mit einem Ralt RT3-Alfa Romeo die nationale Meisterschaft, wobei er in neun von 13 Rennen siegte.

### 1984
Ein Jahr später fuhr Coloni bereits zweigleisig: In der italienischen Formel-3-Meisterschaft setzte das Team einen Wagen für Alessandro Santin ein, der in vier Rennen siegte und den nationalen Meistertitel einfuhr. Zugleich bewegte Ivan Capelli für das Coloni-Team einen Martini Mk45 in der europäischen Formel-3-Serie, in der er ebenfalls mehrere Siege erreichte.

### 1985
1985 fuhr Alex Caffi für Colonis Formel-3-Team in der italienischen Meisterschaft; der junge Italiener verpasste knapp den Meistertitel.

### 1986
1986 bediente Coloni Motorsport die italienische Formel 3 und die europäische Formel 3000. Colonis vierte Saison in der italienischen Formel-3-Meisterschaft wurde zu einem erfolgreichen Jahr. Das Team setzte zwei aktuelle Dallara-Wagen mit Motoren von Alfa Romeo ein. Colonis Fahrer Nicola Larini siegte fünfmal und gewann die Meisterschaft deutlich mit 69 Punkten. Auch der Vizemeister kam aus Colonis Rennstall: Marco Apicella erzielte mit drei Siegen und insgesamt zehn Podiumsplatzierungen 62 Punkte.

### 1987
setzte Coloni Racing zwei Reynards mit Volkswagen-Motor für Antonio Tamburini und Rinaldo Capello ein. Insgesamt konnte das Team nicht an die Erfolge des Vorjahres anknüpfen. Es gab keine Siege und nur vereinzelte Podiumspositionen. Capello war der bessere Fahrer. Er erreichte zehn Meisterschaftspunkte und schloss das Jahr als Achter ab. Tamburini erhielt acht Punkte und wurde Zehnter. Der Meistertitel ging in diesem Jahr an Enrico Bertaggia, der für Forti Corse fuhr und 53 Meisterschaftspunkte erzielte. Nach Ablauf dieses Jahres beendete Coloni vorübergehend seine Aktivitäten in der Formel 3; das Team war voll mit seinem Formel-1-Engagement beschäftigt.

### 1991
Nach drei Jahren der Unterbrechung erschien Coloni Motorsport 1991 wieder in der italienischen Formel 3. Das Team setzte zwei Ralt RT35 mit Alfa-Romeo- und später mit Volkswagen-Motor ein. Erster Fahrer war der 21-jährige Paolo Coloni, der Sohn Enzo Colonis, der hier sein Debüt in der Formel 3 feierte. Paolo Coloni erreichte 15 Meisterschaftspunkte und wurde im Jahresabschluss Achter. Neben ihm fuhr Gianmaria Leonetti, der keine Meisterschaftspunkte erreichte. Bemerkenswert ist, dass Paolo Coloni im gleichen Jahr als offizieller Testfahrer für Colonis Formel-1-Team benannt war. Ob er den Coloni C4 tatsächlich einmal bewegte, ist nicht belegt.

### 1992
Im Jahr 1992 konzentrierte sich Enzo Colonis Team allein auf die italienische Formel 3. Coloni Motorsport trat mit einem Fahrzeug an, das man selbst entwickelt und gebaut hatte. Der Wagen wurde nach einem Sponsor „FTS 392“ genannt. Coloni Motorsport war das einzige Team, das dieses Auto einsetzte, und es war zugleich das einzige Team, das überhaupt mit einem selbst gebauten Wagen antrat. Damit befand man sich in harte Konkurrenz zu Dallara, dessen Autos die italienische Formel 3 dominierten. Von 24 Teams setzten 16 von Beginn an Dallara-Wagen ein, während sieben Teams auf Autos von Ralt setzten. Von diesen sieben wechselten fünf weitere im Laufe der Saison ebenfalls zu Dallara. Colonis Fahrer waren wiederum Paolo Coloni sowie Giancarlo Grieco. Paolo Coloni bewegte im Laufe der Saison ausschließlich den FTS, wobei nach anfänglichen Einsätzen mit Motoren von Alfa Romeo später auf Mugen-Triebwerke umgestellt wurde. Er erzielte mit dem Auto einen Punkt und schloss die Saison als gleichrangiger 23. ab. Sein Teamkollege Grieco wechselte im Laufe der Saison vom FTS ebenfalls auf einen Dallara. Allerdings erreichte er keinen einzigen Punkt.

### 1993
Für das kommende Jahr gab Coloni Motorsport die FTS-Fahrzeuge, nunmehr 923 genannt, an das italienische Apex-Team ab. Dort wurden sie von Sandro Corsini, Paolo de Cristofaro und Cesare Manfredino bewegt, ohne dass einer der Fahrer einen Meisterschaftspunkt erreichen konnte.
Coloni Motorsport hingegen setzte einen einzelnen Dallara 393 für Paolo Coloni ein, der zunächst von einem Opel-, später von einem Fiat-Motor angetrieben wurde. Paolo Coloni erreichte damit 23 Meisterschaftspunkte und schloss die Saison als siebter ab. Es war das letzte Jahr, in dem Paolo Coloni als aktiver Fahrer an einem Rennen für das Team Coloni Motorsport teilnahm. Paolo Coloni übernahm in der Folgezeit, unterstützt von seinem Vater, die Leitung des familiären Rennstalls.

### 1994
1994 setzte Coloni Motorsport wieder zwei Autos ein, in beiden Fällen Dallara 394 mit Fiat-Motoren. Fahrer waren Gianluca Paglicci, der mit 150 Punkten letztlich Fünfter der Saison wurde, und Alberto Pedemonte, der 38 Punkte erzielte und die Saison als Elfter abschloss.
In diesem Jahr tauchten wiederum drei Rennwagen der Marke FTS auf; gemeldet wurden sie vom Team GPSR als FTS 933. Fahrer waren Davide Amaduzzi, Enea Carta, Paolo de Cristofaro und Gianluca di Lorenzi. Keiner von ihnen konnte einen einzigen Meisterschaftspunkt erreichen.

### 1995
Für die nächste Saison blieb Gianluca Paglicci im Team, als Partner erhielt er Danilo Tomassini. Die Autos waren aktuelle Wagen von Dallara (395), als Motor kamen Fiat-Triebwerke zum Einsatz, bei Paglicci später durch Alfa-Romeo-Motoren ersetzt wurden. Paglicci wurde mit 131 Punkten Vierter der Meisterschaft, Tomassini erreichte 13 Punkte und schloss die Saison als 18. ab.

### 1996
1996 sollte das zunächst letzte Jahr werden, in dem sich Coloni Motorsport in der italienischen Formel 3 engagierte. Das Team verwendete Dallara 396-Wagen mit Motoren von Alfa Romeo. Erfolgreichster Fahrer des Teams war der Argentinier Esteban Tuero, der mit 16 Punkten die Saison als 13. beendete. Tuero sollte 1998 eine Formel-1-Saison für das Minardi-Team bestreiten. Sein Teamgefährte Marco Barindelli erzielte keinen Meisterschaftspunkt. Vieles sah danach aus, dass Coloni bereits im Laufe der Saison mit der Vorbereitung für den für 1997 vorgesehenen Einsatz in der Formel 3000 beschäftigt war und der Formel 3 keine allzu große Aufmerksamkeit mehr widmete.

### 2003
Nach sechsjähriger Pause erschien Coloni 2003 – parallel zu seinem Engagement in der Formel 3000 – wieder in der italienischen Formel-3-Meisterschaft. Das Team wurde unter dem Namen Coloni F3 gemeldet. Coloni setzte als einziges Team einen Lola-Dome-Rennwagen ein, der von einem Mugen-Honda-Motor angetrieben wurde. Alle anderen Teams verwendeten Autos von Dallara. Fahrer waren der aus San Marino stammende Christian Montanari und der Italiener Marco Bonanomi. Montanari war ausgesprochen erfolgreich: Er verpasste in diesem Jahr den Meistertitel nur um vier Punkte und schloss das Jahr mit 98 Punkten als Zweiter ab. Bonanomi erreichte 77 Meisterschaftspunkte und wurde Vierter.

### 2004
In der folgenden Saison behielt Coloni – weiterhin als einziges Team – die Lola-Rennwagen bei, wechselte aber auf Motoren von Opel. Fahrer war der Finne Toni Vilander. Er war der dominierende Mann der Saison: Von elf Rennen gewann er sechs. Zum Jahresabschluss hatte er genauso viele Meisterschaftspunkte wie Matteo Cressoni erreicht, der für das Ombra-Team fuhr; gleichwohl wurde Cressoni, der im Gegensatz zu Vilander alle Rennen der Saison bestritten hatte, der Meistertitel zugesprochen. Colonis zweiter Mann war Alex Ciompi; er schloss die Saison als Gesamt-Dritter ab.

### 2005
2005 fiel Coloni F3 deutlich ab. Die im Kern drei Jahre alten Lolas hatten gegenüber den aktuellen Dallara 304 keine Chance. Bester Coloni-Fahrer war Riccardo Mari, der insgesamt zehn Meisterschaftspunkte erzielte und die Saison als 12. abschloss. Zum Vergleich: Der Meister des Jahres, Luigi Ferrara, der einen Dallara für das Corbetta-Team fuhr, hatte 180 Meisterschaftspunkte erreicht. Colonis zweiter Fahrer, Giaccomi Piccini, fuhr nur vier Meisterschaftspunkte ein. Nach diesem Jahr beendete Coloni sein Formel-3-Engagement wieder.

## Die Formel 3000 (1986; 1997–2004)
Colonis Formel 3000-Engagement zerfällt in zwei Phasen. Ein kurzfristiger Einsatz 1986 sollte zunächst eine Vorbereitung für die kommende Formel-1-Beteiligung werden. Ab 1997 nahm das Unternehmen dann regelmäßig und mit ernsthaftem Einsatz an der Formel 3000 teil. Das Engagement verlief nicht einfach. Der Rennstall, der nun von Paolo Coloni geleitet wurde, musste sich durch einige harte Jahre kämpfen. Ab 2002 aber konnte das Team um Siege mitfahren, und es wurde zur festen Größe im Formel 3000-Zirkus, das zeitweilig zwei Rennställe gleichzeitig betrieb.

### 1986

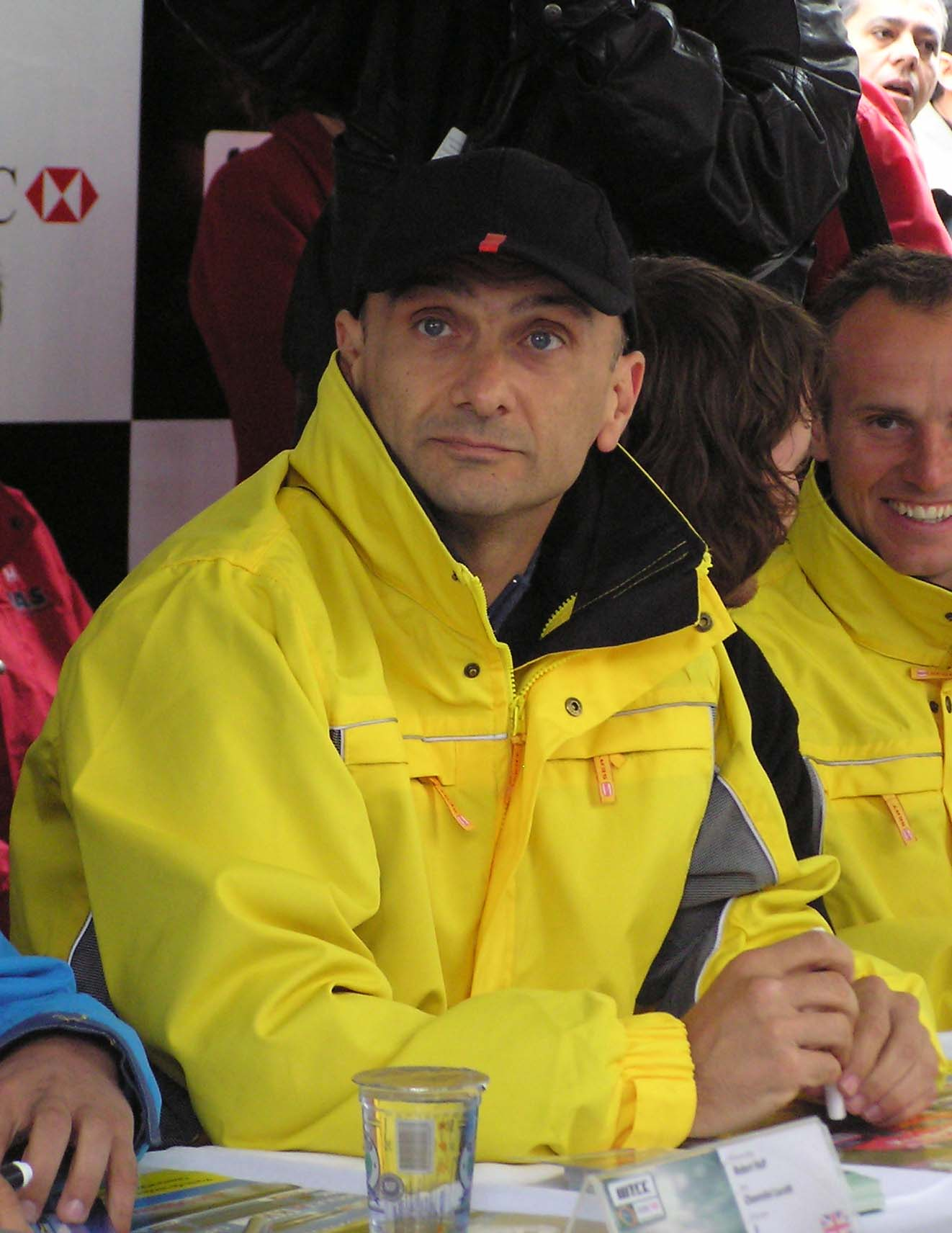
Colonis erster Pilot in der Formel 3000: Gabriele Tarquini

1986, nach drei Jahren in der Formel 3, wagte Enzo Coloni den Sprung in eine nächsthöhere Klasse des internationalen Motorsports: Parallel zu dem zunächst noch weiter betriebenen Formel-3-Team trat Coloni nunmehr auch in der Formel 3000 an, die in diesem Jahr in ihre zweite Saison ging. Das Team setzte in jedem Rennen einen gebrauchten 1985er March 85B für Gabriele Tarquini ein, der damit beim Rennen in Imola als Vierter und auf dem Österreichring sogar als Dritter ins Ziel fuhr. Überwiegend wurde auch ein zweites Auto (ebenfalls ein March 85B) eingesetzt, auf dem sich verschiedene italienische Fahrer versuchten, und zwar der Tessiner Franco Forini in Vallelunga, Guido Daccò bei den Rennen in Imola und Mugello, Nicola Larini in Enna, Alessandro Santin auf dem Österreichring und in Birmingham sowie Nicola Tesini in Le Mans und Jarama. Sie alle erreichten allerdings nicht die Ergebnisse Tarquinis. Ihre Einsätze dürften eher dazu gedient haben, weitere finanzielle Mittel für das Team zu erschließen.
1987 engagierte sich Coloni nicht mehr in der Formel 3000 (wohl aber in der Formel 3). Das Hauptaugenmerk des Unternehmens lag eindeutig in der Vorbereitung des bevorstehenden Formel-1-Einsatzes.

### 1997
Nach zehnjähriger Unterbrechung kehrte Coloni 1997 in die Formel 3000 zurück. Hinter dem Unternehmen lag der Kollaps seines Formel-1-Engagements und ein langsamer Wiederaufstieg in der italienischen Formel 3. Für die Formel 3000 wurden Markus Friesacher und Emiliano Spataro als Fahrer verpflichtet. Die Piloten konnten sich nicht für jedes Rennen qualifizieren und schafften im Rennen nie den Sprung unter die ersten zehn. Ein erstes Erfolgserlebnis feierte Coloni Motorsport beim letzten Saisonrennen in Jerez. Oliver Tichy, der für dieses Rennen Spataro ersetzte, wurde Zweiter und holte sowohl die ersten Punkte, als auch die erste Podest-Platzierung für Coloni Motorsport in dieser Motorsportklasse.

### 1998
1998 fuhren mit Giorgio Vinella, Thomas Biagi, Rui Águas und Oliver Tichy vier verschiedene Fahrer für Coloni. Außer Biagi, der beim Auftaktrennen in Oschersleben den vierten Platz belegte, konnte keiner der Fahrer Punkte für Coloni Motorsport einfahren.

### 1999
Die Saison 1999 begann Coloni Motorsport mit den Fahrern Polo Villaamil und Norman Simon, die beide oftmals in der Qualifikation scheiterten. Simon wurde nach sieben Rennen durch Marcelo Battistuzzi und Dino Morelli ersetzt, die sich beide immer fürs Rennen qualifizierten. In der gesamten Saison konnte kein Fahrer Punkte erzielen.

### 2000

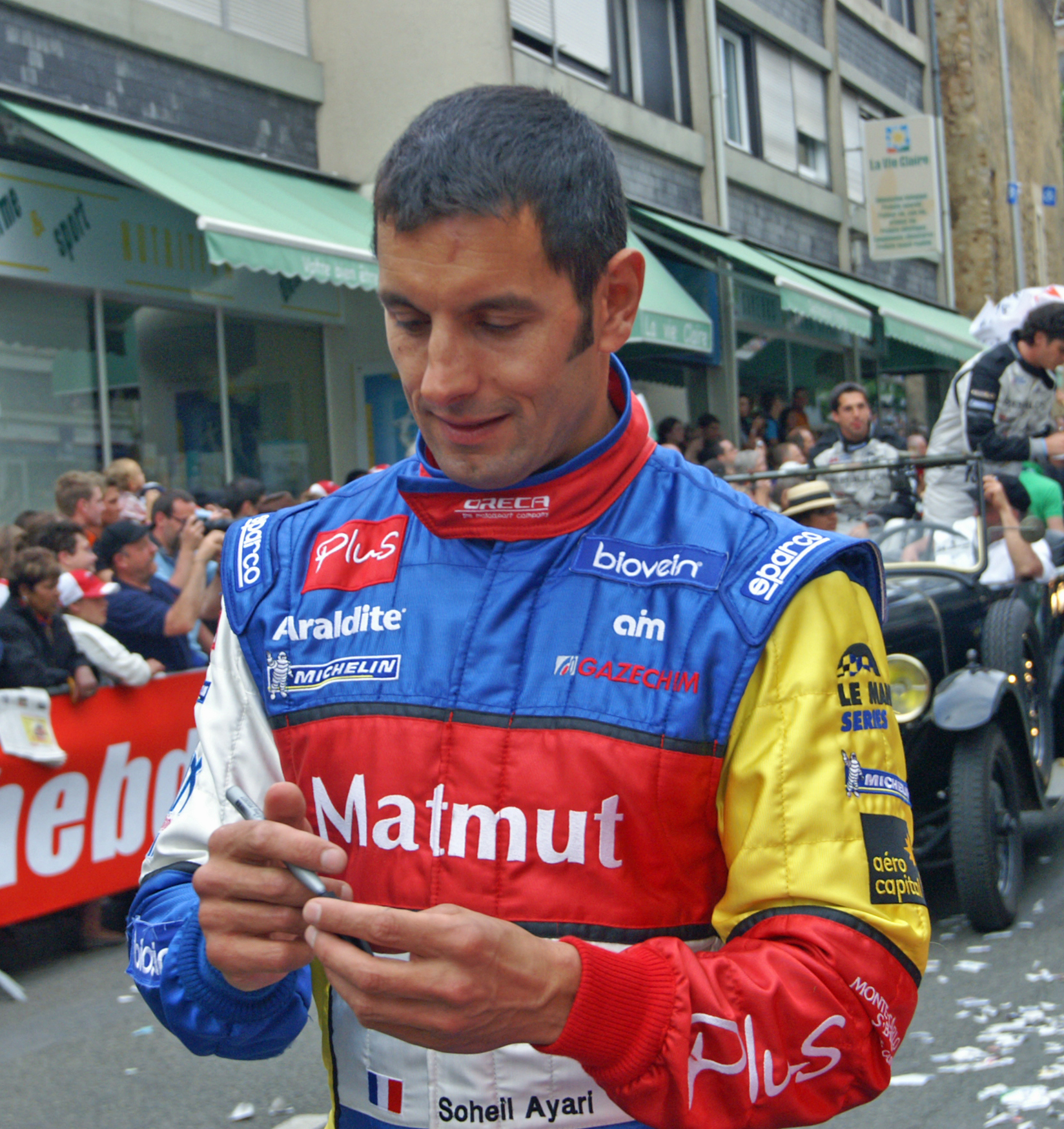
Fuhr in der Saison 2000 sieben Rennen für Coloni: Der Franzose Soheil Ayari

Für die vierte Saison, die Coloni Motorsport in der Formel 3000 bestritt, wurden Soheil Ayari und Fabrizio Gollin verpflichtet. Beide Fahrer gelang es Punkte zu erzielen und Gollin bescherte dem Team auf dem Nürburgring als Zweiter die zweite Podest-Platzierung in dieser Meisterschaft. Drei Rennen vor Schluss verließ Ayari das Team und wurde durch seinen Landsmann Fabrice Walfisch ersetzt. In der Teamwertung belegte Coloni Motorsport den zehnten Gesamtrang.

### 2001
In der Saison 2001 setzte Coloni Motorsport sein Formel 3000-Engagement fort. Zusätzlich zu Gollin, der als Fahrer im Team blieb, wurde Rodrigo Sperafico verpflichtet. Für die letzten drei Rennen wurde Sperafico durch Marc Goossens ersetzt, der im Gegensatz zu seinem Vorgänger Punkte erzielen konnte. In der Gesamtwertung belegte Coloni Motorsport zum Saisonende den zwölften Platz.

### 2002
2002 nahm Coloni Motorsport erneut mit zwei Teams in der Formel 3000 teil. Für Coloni gingen Enrico Toccacelo und Giorgio Pantano an den Start. Die Fahrerkombination erwies sich für das Team als Glücksgriff: Nachdem Pantano in Barcelona den ersten Sieg für Coloni Motorsport erzielt hatte, folgten im weiteren Saisonverlauf drei weitere Siege, zwei von Pantano und einer von Toccacelo. In der Teamwertung gewann Coloni den Vizemeistertitel hinter dem Arden Team Russia. Bei den Fahrern gewann Pantano den Vizemeistertitel hinter Sébastien Bourdais.
Im Frühjahr 2002 übernahm Coloni den konkurrierenden Rennstall European Minardi F3000, der ein Ableger des Formel-1-Teams Minardi war. Paul Stoddart, der Eigentümer von Minardi, hatte 1999 den etablierten F3000-Rennstall Edenbridge Racing übernommen und ihn ab 2001 unter dem Namen seines Formel-1-Teams in der Formel 3000 an den Start gebracht. Nach etwas mehr als einem Jahr war Minardis Junior-Team in wirtschaftliche Schwierigkeiten geraten, sodass Stoddart sein Formel 3000-Engagement beenden musste. Nachdem zunächst ein Verkauf an Astromega erwogen worden war, wurde anlässlich des Rennens auf dem Nürburgring eine Kooperation mit Coloni verkündet, die in wirtschaftlicher Hinsicht eine Übernahme war. Für die letzten Rennen des Jahres 2002 betrieb Coloni daraufhin zwei Rennställe; bis Ende 2002 behielt das zweite Team den Namen European Minardi F3000 bei. Die Saison verlief aber nach der Übernahme durch Coloni nicht erfolgreicher als in den ersten Rennen: Das Team belegte ohne Punkte zum Saisonende den zehnten Gesamtrang.

### 2003
2003 wurde das zweite Team von Coloni, das ehemalige European Minardi F3000-Team, zum Red Bull Junior Team F3000. Für Colonis eigenes Team gingen Zsolt Baumgartner und Ricardo Sperafico an den Start. Mit Sperafico hatte man erneut einen Fahrer im Team, der um Siege mitfahren konnte und die Rennen in Zeltweg und Hockenheim gewann. Baumgartner verließ das Team, obwohl er nur wenige Punkte eingefahren hatte, zu seinem Heimrennen in Budapest in Richtung Formel 1 zum Jordan-Team. Beim Saisonfinale wurde er durch Christian Montanari ersetzt. In der Teamwertung musste man sich erneut der eigenen Konkurrenz geschlagen geben. Das Red Bull Junior Team wurde mit einem Sieg von Patrick Friesacher Zweiter in der Teamwertung. Coloni belegte den vierten Platz und gewann mit Ricardo Sperafico erneut den Vizemeistertitel der Fahrer.

### 2004
Für Coloni Motorsport fuhren Jeffrey Van Hooydonk und Can Artam. Im Laufe der Saison wurden beide Piloten durch Patrick Friesacher bzw. Chanoch Nissany ersetzt. Friesacher, der bereits ein Jahr zuvor für das zweite Coloni-Team ein Rennen gewann, erzielte in dieser Saison den einzigen Sieg für Coloni. Das zweite Team wurde, nachdem sich die Red Bull GmbH 2004 als Sponsor zurückgezogen hatte, in CMS Performance umbenannt. In der Teamwertung wurde CMS Performance, die mit José María López und Mathias Lauda an den Start gingen, Vierter vor Coloni, die Fünfter wurden.

## Die GP2-Serie (2005–2012)

### 2005
Nach der Einstellung der Internationalen Formel 3000 wechselte Coloni 2005 in die Nachfolgeserie GP2. Mathias Lauda blieb dem Team erhalten, und das Team wurde mit dem ehemaligen Formel-1-Fahrer Gianmaria Bruni verstärkt. Drei Rennen vor Saisonende verließ Bruni, der das Hauptrennen in Barcelona gewann und Zweiter in Monaco wurde, das Team und wurde durch Toni Vilander und Ferdinando Monfardini ersetzt. In der Teamwertung belegte das Team den neunten Gesamtrang.
Außerdem betreute Coloni 2005 das Team von Giancarlo Fisichella, Fisichella Motor Sport, welches in der italienischen Formel 3000 antrat und mit Luca Filippi die Meisterschaft gewann.

### 2006

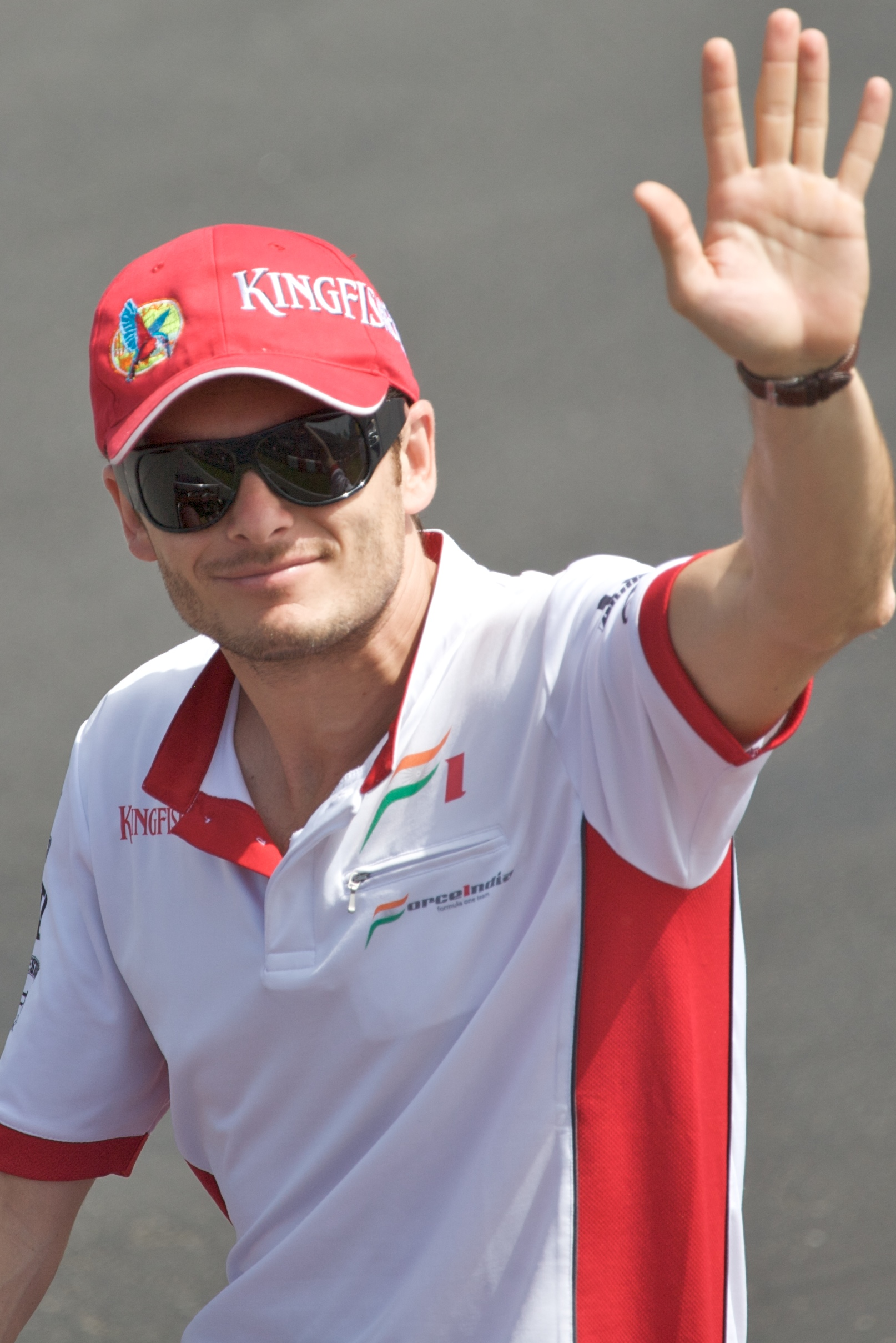
Colonis Geschäftspartner von 2006 bis 2009: Der Formel-1-Pilot Giancarlo Fisichella

2006 schlossen sich Coloni Motorsport und Fisichella Motor Sport zu Fisichella Motor Sport International, kurz FSMI, zusammen. Paolo Coloni hatte eine Vereinbarung mit dem Formel-1-Piloten Giancarlo Fisichella geschlossen, der parallel zu seinem Engagement in der Formel 1 Autos mit eigenem Namen in kleineren Rennklassen einsetzte. Den Einsatz in der GP2 wurde von Coloni Motorsport organisiert. Fisichella gab das Geld und seinen Namen, Coloni hingegen erledigte das Alltagsgeschäft. Zusätzlich zur GP2-Serie nahm das Team an der italienischen Formel-3000-Serie teil.
In der GP2-Serie, in der FSMI von Petrol Ofisi gesponsert wurde, konnte Giorgio Pantano einen respektablen fünften Platz der Gesamtwertung erreichen. Er gewann eines der beiden Rennen in Magny-Cours sowie beide Rennen auf seinem Heimatkurs in Monza. Pantano ersetzte den etwas enttäuschenden Luca Filippi, dessen bestens Ergebnis mit dem Team ein fünfter Platz in Imola war. Filippi wechselte nach den ersten drei Rennwochenenden zu BCN Competición, wo er Timo Glock ersetzte, der seinerseits zu iSport International gewechselt war. Der zweite Fahrer, der Türke Jason Tahincioğlu, hatte ein schwaches Jahr, seine beste Platzierung war ein elfter Platz in Monza. In der Teamwertung belegte FSMI den fünften Gesamtrang.

### 2007
Zum Start der Saison 2007 in der GP2-Serie erwartete das Team nach dem letztjährigen fünften Platz aufsteigende Tendenz, zumal mit Antonio Pizzonia ein Fahrer mit Formel-1-Erfahrung verpflichtet worden war. Pizzonia erwies sich jedoch als Enttäuschung, da er nur einen einzigen Punkt, beim Rennen in Monaco, erreichen konnte. Er wurde ab dem vierten Rennwochenende durch Adam Carroll ersetzt. Caroll gewann das Heimrennen in Silverstone sowie auf dem Hungaroring. Drei weitere Podiumsplätze folgten und er wurde Siebter in der Gesamtwertung. Jason Tahincioglu erreichte in keinem Rennen einen Top-10-Platzierung und enttäuschte erneut. In der Gesamtwertung belegte das Team den neunten Rang.

### 2008

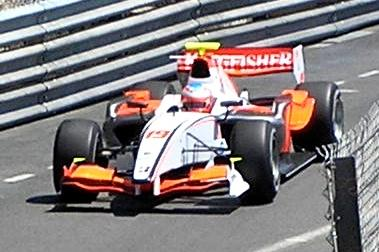
FMSI-Fahrer Adam Carroll in Monaco 2008.

Am Anfang des Jahres nahm FSMI an der ersten Saison der GP2-Asia-Serie mit Adrián Vallés und Michael Herck teil. Nachdem sich Herck verletzt hatte, wurde er beim letzten Saisonrennen durch Roldán Rodríguez ersetzt. In der Gesamtwertung belegte das Team den siebten Platz.
Das Team plante in der GP2-Serie ursprünglich mit den spanischen Fahrern Andy Souček und Adrián Vallés, doch um dem ersten Rennwochenende in Barcelona herum wurden beide ersetzt. Roldán Rodríguez übernahm das Cockpit von Souček noch vor dem Start des ersten Rennens. Kurze Zeit später wechselte Vallés zum Team BCN Competición und wurde durch Adam Carroll ersetzt. Nach dem Rennen in Monaco trennte sich das Team von Carroll und vergab den zweiten Cockpitplatz an den Esten Marko Asmer. In der Gesamtplatzierung der Saison 2008 reichte es nur für den zehnten Platz.

### 2009
Vor Beginn der Saison 2009 nahm man erneut an der GP2-Asia-Serie teil. Als Fahrer wurden Andreas Zuber und Kevin Nai Chia Chen verpflichtet. Nachdem klar war, dass Zuber auch in der regulären GP2-Serie für FSMI fahren sollte, wurde er durch Rodolfo González ersetzt. In der gesamten Saison schaffte keiner der Fahrer den Sprung in die Punkteränge und so belegte den zwölften Platz in der Teamwertung.

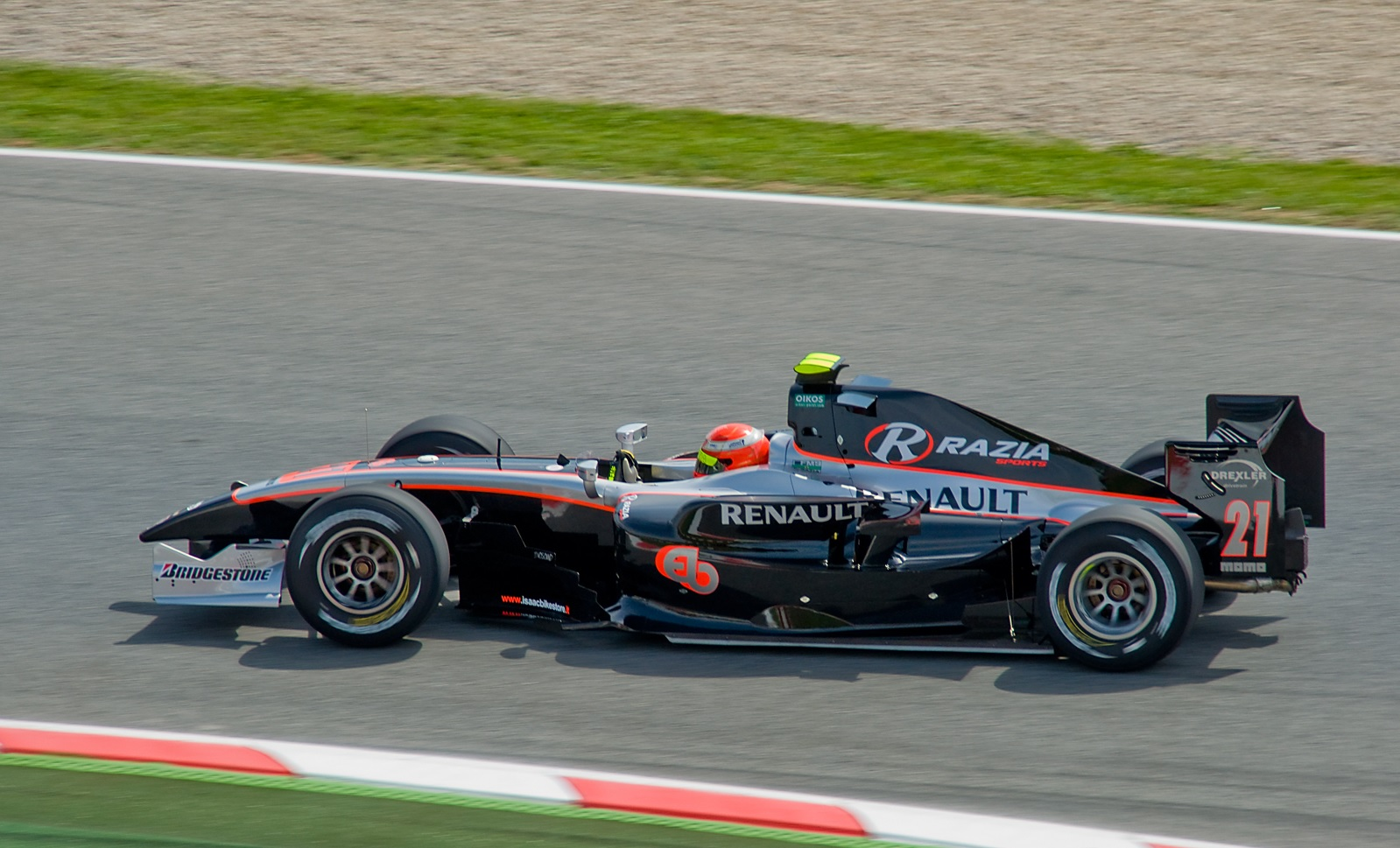
Luiz Razia beim GP2-Lauf in Spanien

In der europäischen GP2-Serie ging das Team mit Zuber und Luiz Razia an den Start. Während Razia noch keine Punkte holen konnte, erzielte Zuber bereits drei Podest-Platzierungen. Im Laufe der Saison 2009 trennte sich Giancarlo Fisichella von Coloni Motorsport. Paolo Coloni übernahm Fisichellas Anteile und führte den GP2-Rennstall ab dem Rennen von Valencia wieder gänzlich allein. Das Team wurde – im Hinblick auf den neuen Hauptsponsor – in Party Poker Racing Scuderia Coloni umbenannt. Von der Vereinbarung waren alle Rennsportaktivitäten von FSMI betroffen.
Beim Rennen in Spa-Francorchamps geriet das Team erneut in die Schlagzeilen. Auf Grund eines Rechtsstreites mit Andy Souček, der eine Saison zuvor mit einem Vertrag ausgestattet entlassen wurde und seitdem von Coloni die Rückzahlung seiner bereits getätigten Zahlungen fordert, wurden die Rennwagen der Scuderia Coloni beschlagnahmt. Coloni belegte nach dem letzten Rennen der Saison mit 29 Meisterschaftspunkten wiederum den zehnten Platz der Teamwertung.

### 2010
In der Saison 2010 wurde die Allianz mit dem bisherigen Hauptsponsor nicht fortgesetzt. Das Team trat unter dem Namen Scuderia Coloni an. Die Fahrzeuge waren silberfarben lackiert und trugen schwarze und rote Akzente. Fahrer waren der Brasilianer Alberto Valerio und der Bulgare Vladimir Arabadzhiev. Für die letzten beiden Rennen des Jahres in Monza und Abu Dhabi wurde Arabadzhiev durch den Neuseeländer Brendon Hartley ersetzt. Coloni fuhr 2010 insgesamt 18 Punkte ein und belegte Platz zehn der Teamwertung.

### 2011

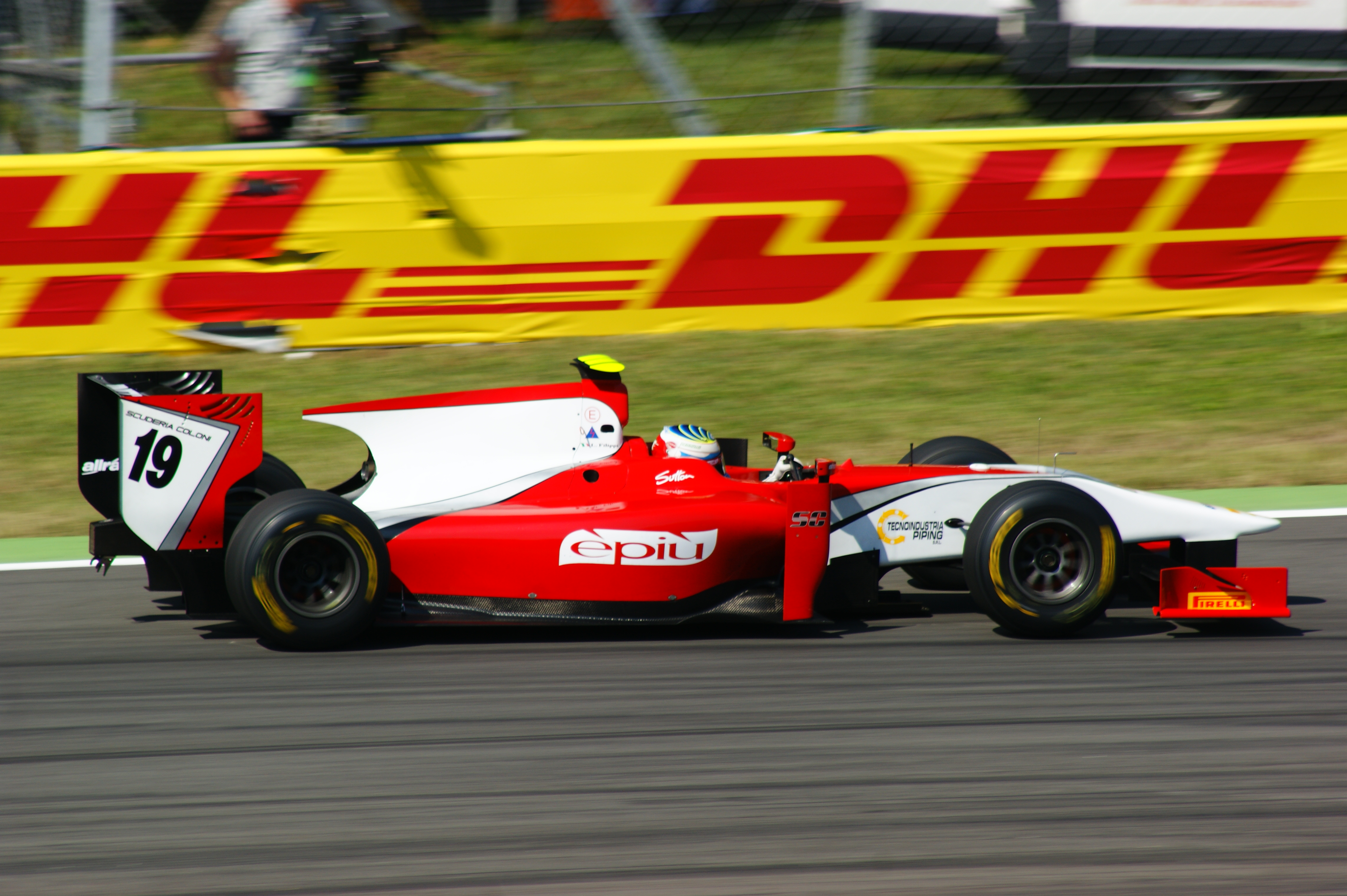
Luca Filippi im Coloni-Dallara beim Rennen in Monza 2011

In der siebenten Saison der GP2-Serie ging Coloni zunächst mit den Fahrern Michael Herck und Davide Rigon an den Start. Im Sprintrennen in Istanbul, dem ersten Lauf des Jahres, kollidierte Rigon mit seinem Konkurrenten Julian Leal. Bei dem Unfall zog sich Rigon zahlreiche Brüche des Wadenbeins zu, angesichts derer er für mehrere Monate keine Rennen wird fahren können. Rigon wurde für die folgenden Rennen durch den erst 17 Jahre alten Kevin Ceccon ersetzt. Die ersten Rennen des Jahres verliefen erfolglos. Zur Hälfte der Saison konnte Coloni lediglich einen Meisterschaftspunkt (eingefahren durch Herck beim Sprintrennen in Spanien)verbuchen. Damit lag es in der Teamwertung auf dem vorletzten Platz.
Die Lage besserte sich, als Coloni zum Rennen auf dem Nürburgring im Juli Ceccon durch den italienischen Routinier Luca Filippi ersetzte. Filippi gewann bei seinem ersten Einsatz für Coloni das Hauptrennen und schloss den Sprint als Dritter ab. Filippi siegte noch einmal beim Abschlussrennen in Monza; außerdem gewann er das Sprintrennen in Belgien. Insgesamt wurde Filippi mit 44 Punkten Vizemeister hinter Romain Grosjean; Herck wurde mit zwei Punkten 21. Coloni beendete die europäische Saison 2011 auf Platz sieben der Teamwertung.

### 2012
2012 trat Coloni mit Stefano Coletti und Fabio Onidi in der GP2-Serie an. Das beste Ergebnis des Teams erreichte Coletti, der das Rennen in auf Platz drei beendete. Im Juli 2012 erklärte Enzo Coloni ohne Angabe von Gründen, dass sein Team nicht mehr an der GP2-Saison 2013 teilnehmen werde. Der Scuderia Coloni wurden daraufhin alle Meisterschaftspunkte der Saison 2012 aberkannt.

## Auto GP

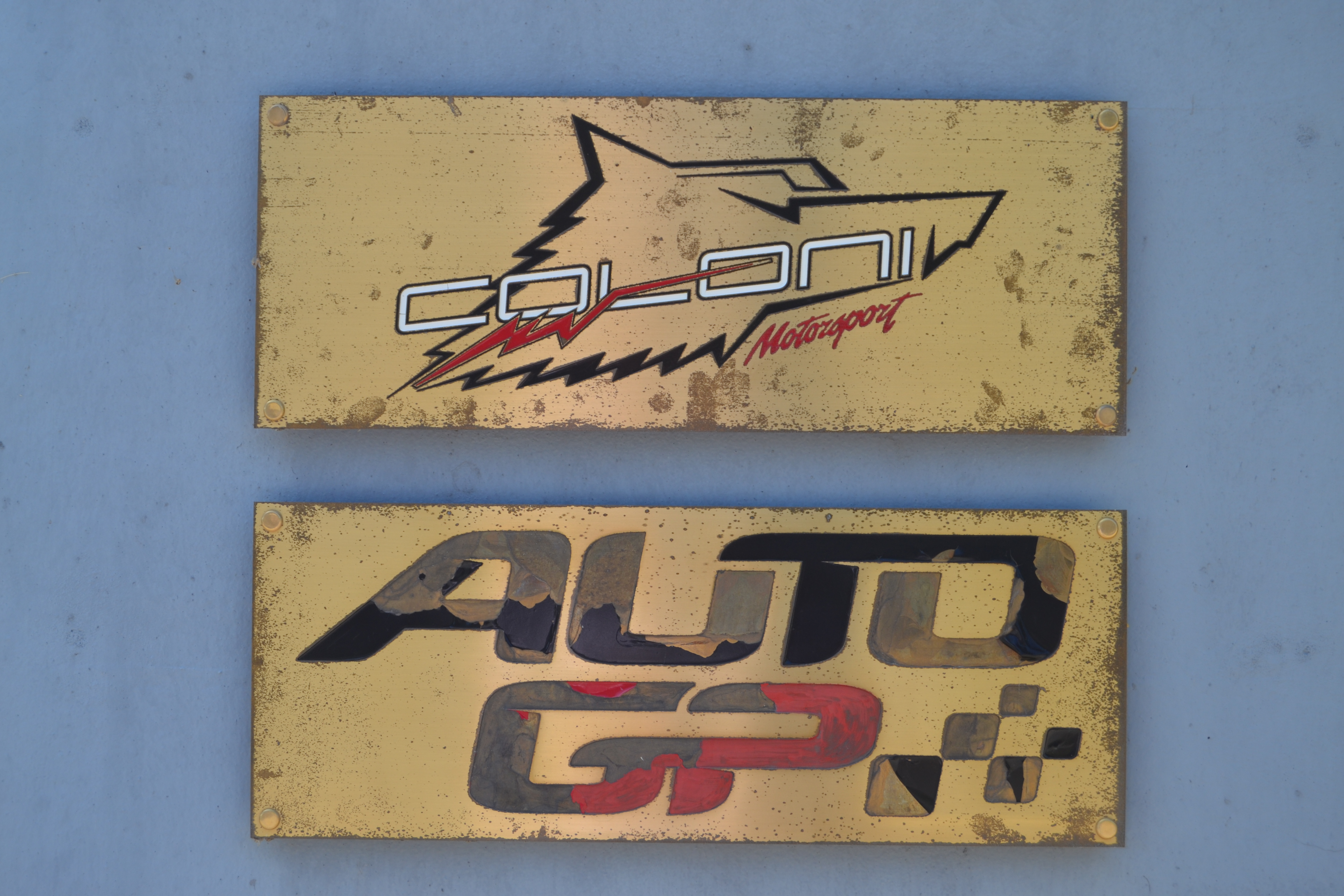
Coloni Motorsport als Organisator der AutoGP

Seit 2006 organisierte Coloni außerdem die Rennserie Auto GP, eine Motorsportklasse, die aus der Europäischen Formel 3000-Meisterschaft hervorgegangen ist. Bis 2014 fanden jährlich acht bis zehn Rennen statt, an denen diverse italienische und europäische Teams teilnahmen. Coloni selbst war bis 2012 mit einem eigenen Rennstall in der Auto GP vertreten.
2015 verlor die Serie ihre Attraktivität. Nach nur zwei Rennen wurde die Meisterschaft vorzeitig beendet, da die Starterfelder mittlerweile unter zehn Autos gefallen waren. 2016 versuchte Coloni erneut, eine Meisterschaft zu organisieren. Nach dem ersten Rennen, an dem nur vier Teams und insgesamt sieben Fahrer teilgenommen hatten, gab Coloni die eigenständige Durchführung der Serie auf. Die verbliebenen Teams und Fahrer starteten seit Juli 2016 in der Boss-GP-Serie, in der es formal noch eine eigenständige Wertung der Auto GP gab. Für 2017 sah Coloni eine Neuauflage dieses Konzepts vor. Allerdings blieb nur der 18-jährige Inder Mahaveer Raghunathan bei Coloni, sodass er in diesem Jahr der einzige Rennfahrer war, der unter dem Label der AutoGP an den Start ging. 2018 beteiligt sich Coloni nicht mehr an Motorsportwettbewerben.

## Weitere Aktivitäten

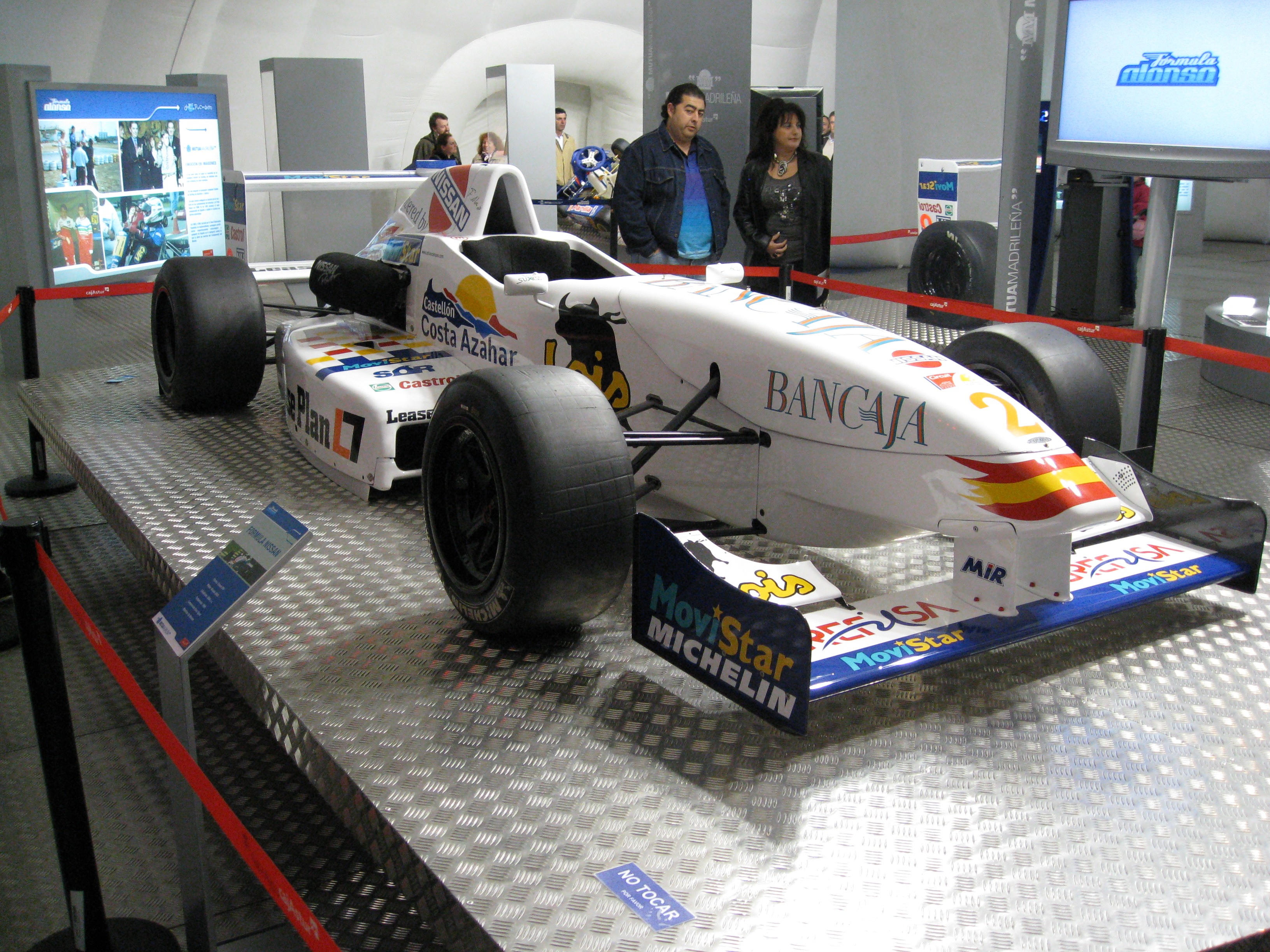
Ein Fahrzeug der Formula Nissan, hergestellt von Coloni

Enzo und Paolo Coloni waren neben dem Betrieb eines eigenen Rennstalls auch im organisatorischen Bereich des Rennsports aktiv und stellten zudem zeitweilig Chassis für regionale Rennserien her.
Für die Euro Open by Nissan, entwickelte Coloni das ab 1998 verwendete Einheitschassis. Coloni war in dieser Zeit exklusiver Hersteller der Fahrzeuge.

## Rennfahrerschule
Nachdem die AutoGP-Serie faktisch zur Einstellung gekommen war, eröffnete Coloni im Juli 2017 die Rennfahrerschule Scuola Piloti Coloni Motorsport. Sie operiert von Passignano-sul-Trasimeno aus. Die praktischen Einsätze sollen auf dem Autodromo dell’Umbria in Magione durchgeführt werden.